# Marguerite Aldobrandini
Pour les articles homonymes, voir Aldobrandini.
Marguerite Aldobrandini (en italien Margherita, née à Capodimonte le 29 mars 1588, morte à Parme le 9 août 1646), a été duchesse de Parme.

## Biographie
Marguerite est l'aînée de Gianfrancesco et Olimpia Aldobrandini, neveux du pape Clément VIII. Elle est promise au duc Ranuce Ier Farnèse pour permettre la paix entre la famille Aldobrandini et la famille Farnèse. Grâce à ce mariage qui est célébré par le pape à Rome le 7 mai 1599, Ranuce obtient une importante dote ainsi que l'autonomie du duché de Parme qui est encore inféodé à l'Église qui l'avait confié à la famille Farnèse. À leur mariage, Ranuce est âgé de trente ans et Marguerite onze ans et c'est certainement en raison de son jeune âge que Marguerite ne réussit pas à porter à terme plusieurs grossesses.
Cette situation exacerbe  le caractère superstitieux de Ranuce, le duc est convaincu que son épouse fait l'objet d'envoûtements et de malédictions. Après une rapide enquête, les soupçons se portent sur une ancienne maîtresse du duc, Claudia Colla et sa mère qui sont jugées (1611) et condamnées à mort pour sorcellerie.
En 1610, le couple se réjouit de la naissance du premier enfant Alexandre, joie qui se révèle de courte durée, l'enfant étant sourd et muet. Deux ans après, l'héritier Édouard naît suivi en 1615 de Marie qui épousera François Ier d'Este, puis en 1618, Vittoria et enfin en 1619, Francesco Maria, futur cardinal.
Comme tous les mariages farnésiens célébrés pour motifs politiques, celui-ci n'est pas heureux, Marguerite, dévote, doit vivre avec un homme débauché et colérique. Elle doit accepter les nombreux fils illégitimes que Ranuce a de ses nombreuses relations adultérines.
Ranuce meurt le 5 mars 1622. La régence du duché est confiée d'abord à l'oncle de Ranuce, le cardinal Édouard puis, à sa mort en 1626, Marguerite l'assume jusqu'au seizième anniversaire de son fils Édouard en 1628. Après avoir laissé la régence, Marguerite continue à vivre à la cour et meurt en 1646, la même année que son fils et sa fille Marie, duchesse de Modène.